# Reprezentacja Walencji w piłce nożnej mężczyzn
Piłkarska reprezentacja Walencji w piłce nożnej – zespół, reprezentujący wspólnotę autonomiczną Walencji, jednak nie należący do FIFA, ani UEFA.